# Harbäckshult
Harbäckshult is een plaats in de gemeente Örkelljunga in het Zweedse landschap Skåne en de provincie Skåne län. De plaats heeft 58 inwoners (2005) en een oppervlakte van 13 hectare. Harbäckshult wordt omringd door zowel landbouwgrond en bos als wat moerasachtig gebied. De plaats Örkelljunga ligt zo'n vijf kilometer ten zuidoosten van het dorp.

## Verkeer en vervoer
Bij de plaats loopt de Länsväg 114.
Örkelljunga · Skånes-Fagerhult · Åsljunga · Eket · Skånes Värsjö · Boalt · Tockarp